# August Sylvan

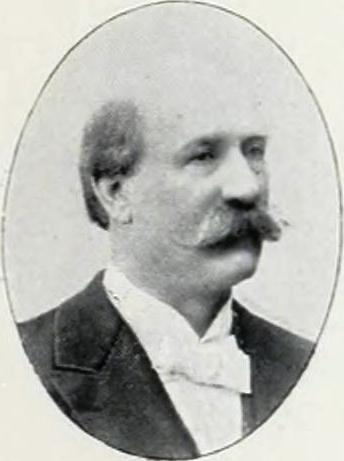
August Sylvan

August Sylvan, född 7 juni 1841 i Landskrona, död 16 december 1909 i Helsingborg, var en svensk grosshandlare. Han var far till Fredrik Sylvan.
Sylvan var verksam som grosshandlare i Helsingborg. Han var ledamot i styrelsen för Skromberga stenkols- och lerindustri AB, i styrelsen för Sulitelma AB samt i styrelsen för Sparbanken i Helsingborg från 1890, i styrelsen för Helsingborgs inteckningsgaranti AB från 1900 och i centralstyrelsen för Bank AB Södra Sverige från 1901–1904. August Sylvan är begravd på Nya kyrkogården i Helsingborg.